# Drömmarnas land
Drömmarnas land (originaltitel: In America), är en irländsk-brittisk film från 2002 i regi av Jim Sheridan.

## Handling
Drömmarnas land är en vacker berättelse om livet efter att ha förlorat ett barn. Familjen med två döttrar, en mamma och en pappa tar sitt pick och pack och flyr från Irland för att komma vidare och försöka glömma. 
I drömmarnas land, Amerikas förenta stater, spökar inte enbart den förlorade sonen Frankie. Lägenheten som står till buds ligger högst upp i en byggnad som liknar mest ett spökhus. Grannarna är antingen knarkare eller hårt kriminella. Den heta fuktiga sommaren är bara början på en rad hinder som uppstår i det nya landet. Ensamma är de dock inte. 
Filmen är välspelad, stundom saknar den dock förklaringar och det kan nog vara meningen i denna film som handlar om ett förlorat barn. Den är färgstark och livlig med mycket lek som vävs in i sorgen. En genial kombination av känslor som uttrycker och talar ut.

## Rollista (i urval)
- Paddy Considine - Johnny
- Samantha Morton - Sarah
- Sarah Bolger - Christy
- Emma Bolger - Ariel
- Djimon Hounsou - Mateo
- Neal Jones - Immigration Officer #1
- Randall Carlton - Immigration Officer #2
- Ciaran Cronin - Frankie